# Marian Culineac
Marian Culineac, ortografiat uneori Marian Culiniac, (n. 1 ianuarie 1952, București, România) este un fost boxer român care a jucat în câteva filme.
A concurat în proba de box la categoria semigrea la Jocurile Olimpice de vară din 1972.

## Filmografie
- Învingătorul (1981)
- Ringul (1984) - Adolf Gebauer tânăr
- Noi, cei din linia întâi (1986) - caporalul Petre Mărgău
- Încrederea (1986) - Sasu
- Miracolul (1987)